# Henrik Hildén
Knut Henrik Hildén, född 25 juni 1884 i Helsingfors, död 17 mars 1932, var en finlandssvensk författare och litteraturhistoriker. Han var gift med Kate Hildén.

## Biografi
Föräldrar var handlanden Henrik Johan Hildén och Olga Alexandra Jansson. Hildén blev filosofie doktor 1921. Hans levande naturkänsla angav inriktningen för de litteraturhistoriska studierna. Med Studier av naturen i stormaktstidens verklighet och dikt (1920) samt Studier av naturen i Linnéseklets svenska diktning (1925) blev han filosofie doktor och 1926 docent i svensk litteratur vid Helsingfors universitet.

## Skönlitterärt författarskap
Hildén debuterade 1910 med novellsamlingen Indiansommar, som följdes av flera novellsamlingar och romaner, bland annat Storön (1914). Där ställs det friska naturlivet, efter mönster av Knut Hamsun, i motsättning till dekadens och storstadsliv. Skådespelet Barnet uppfördes i Helsingfors 1920. 

### Skönlitteratur
- Indiansommar. Stockholm: Wahlström & Widstrand. 1910. Libris 1614202
- Trollfolk. Stockholm: Wahlström & Widstrand. 1911. Libris 1634644
- Drottning Lif : roman. Helsingfors: Söderström. 1913. Libris 2703244
- Storön : en bok om hafvet och kärleken. Borgå: Schildt. 1914. Libris 2703249
- Christoffer eller lyckans underbara pärlor. Helsingfors: Söderström. 1916. Libris 2703243
- Den röda frun. Borgå: Schildt. 1916. Libris 2703246
- Tre berättelser om barnet. Helsingfors: Söderström. 1918. Libris 2703242
- Barnet : skådespel i tre akter. Hfors. 1919. Libris 2998192
- Hertigen af Finland : skådespel i tre akter. Hfors. 1919. Libris 2703247
- Folket på krogen. Helsingfors: Söderström. 1921. Libris 2703245
- Kvinnan och segraren : Komedi i tre akter. Helsingfors  : Söderström & co. 1922. Libris 2703248
- Hjärtats tider. Helsingfors: Söderström. 1932. Libris 2703251

### Varia
- Studier af naturen i stormaktstidens verklighet och dikt. Helsingfors. 1920. Libris 361294
- Studier av naturen i Linnéseklets svenska diktning. Helsingfors: Söderström. 1925. Libris 361301
- Strövtåg i Helsingforstrakten. Helsingfors. 1927. Libris 2703250
- Västvart med morgontåget. Helsingfors: Söderström. 1930. Libris 2703252